# Kingorō Hashimoto
Kingorō Hashimoto (橋本 欣五郎 Hashimoto Kingorō?,  Okayama, 19 de febrero de 1890 - Tokio, 29 de junio de 1957) fue un militar y político japonés y ferviente promotor del partidismo ultranacionalismo militarista. Fue fundador y líder del Partido de la Juventud del Gran Japón.

## Biografía
Hashimoto nació Okayama, aunque posteriormente su familia se trasladó a Fukuoka cuando Hashimoto contaba con 7 años. 

### Carrera militar
En 1904 comenzaría su vida militar, entrando en la Escuela Militar Juvenil de Kumamoto. Una vez finalizada su formación escolar, Hashimoto ingresó y se graduó en la 23.ª promoción de la Academia Imperial del Ejército Japonés en 1911, siendo destinado en el 24.º Regimiento de Artillería de Campaña como Alférez (Shōi). Tras graduarse en 1920 en la Escuela de Guerra del Ejército, fue asignado a cargos de estado mayor, especializándose en el cuerpo de inteligencia militar. 
En abril de 1922 fue destinando al Ejército de Kwantung, donde serviría en el Servicio Secreto Militar (特務機関 Tokumukikan?), primero en Harbin, hasta agosto de 1923, y posteriormente en Manzhouli, cerca de la frontera con la Unión Soviética. En 1927 fue enviado como agregado militar a Turquía, hasta su regreso a Japón en junio de 1930. Al mes siguiente sería destinado en el Estado Mayor del Ejército, como jefe al mando del Departamento de asuntos rusos del servicio de inteligencia, y ascendido a Teniente Coronel (Chūsa) en agosto. Desde mediados de 1930, Hashimoto comenzó a involucrarse de manera activa en movimientos políticos derechistas dentro del propio ejército. En octubre de ese año, coincidiendo con su nombramiento como instructor en la Escuela de Guerra, fundaría la sociedad secreta Sakurakai, junto al capitán Isamu Chō.
Su posición privilegiada dentro del Estado Mayor Imperial y su influencia sobre oficiales de menor rango permitieron el incremento de la popularidad de la sociedad, y en marzo de 1931 Hashimoto fue el máximo instigador de lo que hoy se conoce como el "Incidente de Marzo". El golpe fracasó, pero Hashimoto, uniendo fuerzas con Isamu Chō, Shūmei Ōkawa y Sadao Araki, organizaría un nuevo golpe de Estado, el "Incidente de Octubre". Todos los conspiradores fueron arrestados por un breve periodo de tiempo, en el caso de Hashimoto 20 días de confinamiento, y posteriormente transferidos a otros puestos. Hashimoto sirvió posteriormente en el 2.º Regimiento de Artillería Pesada de Campaña hasta que en 1934 fue descubierto junto a Araki en la organización de nuevo golpe de Estado, el denominado Incidente de la Academia Militar. Pese a todo, su participación no pudo ser probada, y siguió sirviendo como Coronel de artillería hasta 1936, cuando fue licenciado y pasó a la reserva. 
En 1936 fundó el Partido Juvenil Imperial Japonés (大日本青年党 Dai-nippon seinentō?) y en 1940 se unió al Taisei Yokusankai. Hashimoto era partidario de un modelo dictatorial de partido único nacionalista, basado en el nacional-socialismo alemán y similar en la práctica al fascismo europeo.
En agosto de 1936, con el estallido de la segunda guerra sino-japonesa, Hashimoto volvería a ser llamado a servicio, hasta marzo de 1939. Durante su segunda etapa como militar en activo, se vio involucrado en el Incidente del USS Panay, cuando bombarderos japoneses atacaron y hundieron, sin provocación previa, al cañonero fluvial USS Panay, el 12 de diciembre de 1937 en el río Yangtsé. 
Hashimoto, al mando del 13º Regimiento de Artillería Pesada, era en aquel momento el oficial de mayor rango en la zona, y en días posteriores al hundimiento, fue citado en la prensa estadounidense con sus comentarios provocadores de “Tenía orden de abrir fuego”. Los Estados Unidos, a pesar de las disculpas y reparaciones no pasaron a más, pero las relaciones entre ambos países seguirían deteriorándose a un ritmo acelerado. Hashimoto fue enviado de vuelta a Japón para ser sometido a un sumario interno pero siguió mostrando actividad política ultranacionalista.

### Actividades políticas
A pesar de sus fracasos, Hashimoto continuó con su actividad política y activismo radical durante la segunda guerra sino-japonesa y la Segunda Guerra Mundial. 
El militarismo japonés contaba con un fuerte apoyo industrial, pero también con florecientes sentimientos ultranacionalistas entre los oficiales más radicales que empalizaban con el sufrimiento de las clases obrera y campesina. Este grupo ideológico, representado por Hashimoto, fue evolucionando en la "rama izquierdista" del militarismo japonés. El mismo grupo revolucionario acabó aglutinando a simpatizantes de la revolución socialista-derechista de Fumimaro Konoe, con tendencias izquierdistas, junto a aquellos más cercanos al ala derechista representada por Senjuro Hayashi. En 1941 Hashimoto fue sobreseído de los cargos respecto al Incidente del USS Panay y condecorado por sus acciones en China.
En 1942 Hashimoto sería elegido miembro de la Cámara de Representantes. Además, a partir de agosto de 1944 compaginaría su cargo político con el de subdirector del Yokusan Sōnendan, rama paramilitar juvenil del Taisei Yokusankai, con el objetivo de guiar y adoctrinar ideológicamente a la juventud japonesa en el militarismo y ultranacionalismo. Hashimoto fue siempre un ferviente defensor de una política agresiva durante la segunda guerra sino-japonesa, además de apoyar incondicionalmente la alianza militar de Japón con la Alemania nazi y la Italia fascista, el conocido como Pacto Tripartito.

### Últimos años
A final de la Segunda Guerra Mundial, Hashimoto fue arrestado y juzgado ante el Tribunal Penal Militar Internacional para el Lejano Oriente. Fue acusado de agresión y complot de guerra, al ser considerado uno de los máximos instigadores de la segunda guerra sino-japonesa, y condenado a cadena perpetua. 
Hashimoto sería liberado en 1956, falleciendo tan solo un año después de cáncer de pulmón.